# 14789 GAISH

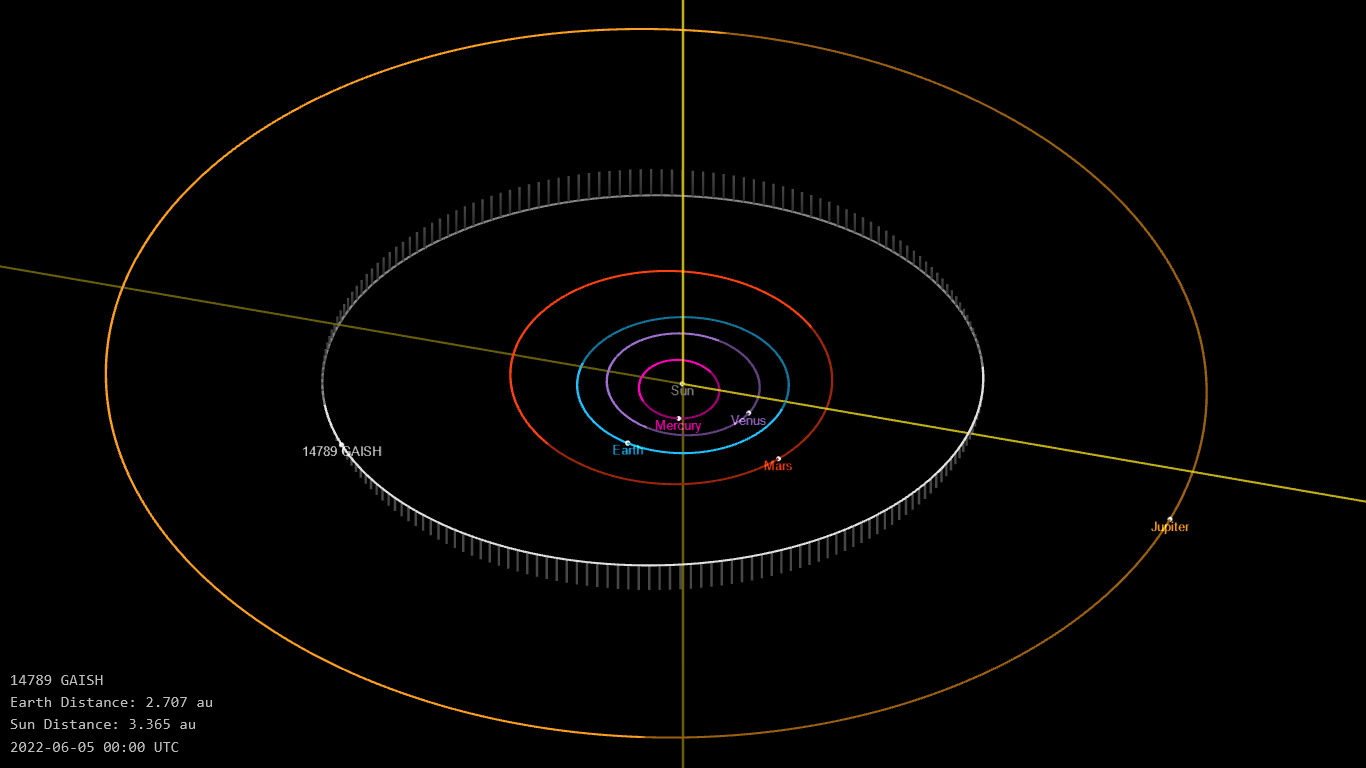

14789 GAISH è un asteroide della fascia principale. Scoperto nel 1969, presenta un'orbita caratterizzata da un semiasse maggiore pari a 3,1234135 UA e da un'eccentricità di 0,0912319, inclinata di 5,78897° rispetto all'eclittica.